# تارينتو
تارينتو (باليابانية: タレント) (بالروماجي: Tarento) يسمى باليابانية واسي ايغو (Wasei-eigo ) وبالإنكليزية Talent أو «موهبة» و هي فتاة أو مجموعة من الفتيات الاستعراضيات حيث تلتقط صور لهن لوضعهن في إعلانات في المجلات خصوصا المجلات التي يقرأها الرجال ومن أبرز الفتيات المشهورات بهذا الفن هي يوكي كاوامورا.